# Tour des Templiers (Veurey-Voroize)
La tour médiévale, généralement dénommée sous l'appellation de Tour des Templiers, est une tour située sur la commune de Veurey-Voroize, dans le département de l'Isère et la région Auvergne-Rhône-Alpes. 
Cette tour, ancienne maison forte, est située à l'entrée de ce village, lui-même situé les premières pentes du massif du Vercors.

## Description

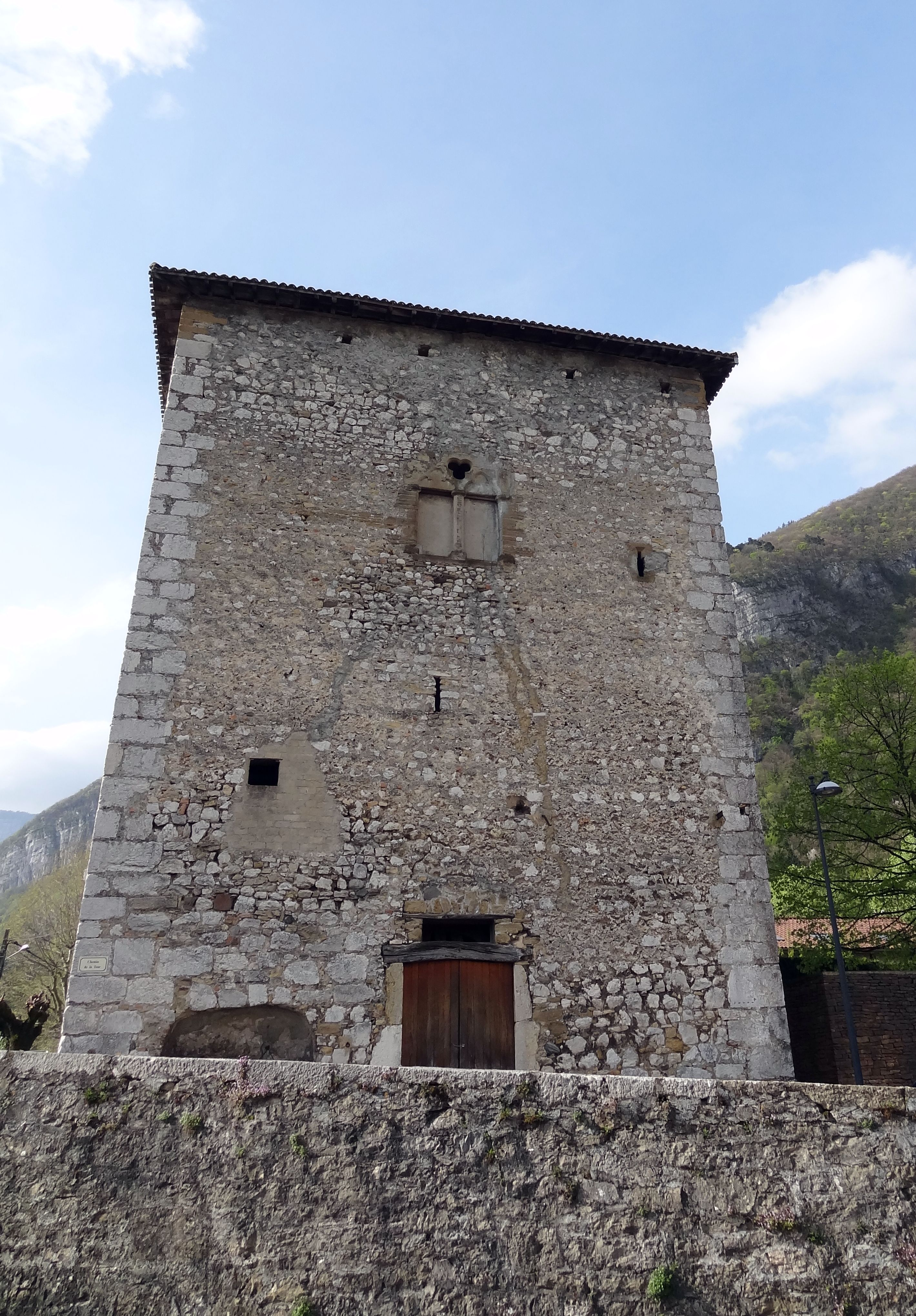
Autre vue de la Tour dite des Templiers

L'édifice, qui offre un assez bon état extérieur aux passants, se présente sous la forme d'un plan rectangulaire d'environ 13 à 15 mètres  de côté et sa hauteur actuelle est estimée à environ 17 mètres. Intérieurement, la tour n’a quasiment plus de plancher et le seul qui reste, au premier étage, est vermoulu.

## Localisation
L'édifice est situé sur une terrasse qui domine la route (RD218) qui mène au bourg central et au village de Montaud. La terrasse présente une vue dégage sur la vallée de l'Isère et la partie occidentale du massif de la Chartreuse.

## Historique
Les vestiges de la maison forte dénommée localement sous le nom de Tour des Templiers,  Inscrit MH (1984, partiellement), date du XIIIe siècle ou du XIVe siècle.
Cette tour date probablement de la seconde moitié du XIIIe siècle mais elle ne fut reconnue comme commanderie de l'ordre des templiers qu'en 1314. Cette tour est considérée comme le seul vestige d'un ancien château delphinal. Son plan de 13 mètres sur 15 mètres est presque rectangulaire et sa construction soignée s'ouvre du côté de la rivière par d'élégantes baies géminées surmontées chacune d'une fenêtre ronde trilobée.